# Odynerus cingulifer
Odynerus cingulifer är en stekelart som beskrevs av Walker. Odynerus cingulifer ingår i släktet lergetingar, och familjen Eumenidae. Inga underarter finns listade i Catalogue of Life.